# Ижорский проезд
Ижо́рский прое́зд — улица в Северном административном округе города Москвы на территории Дмитровского района.

## Расположение

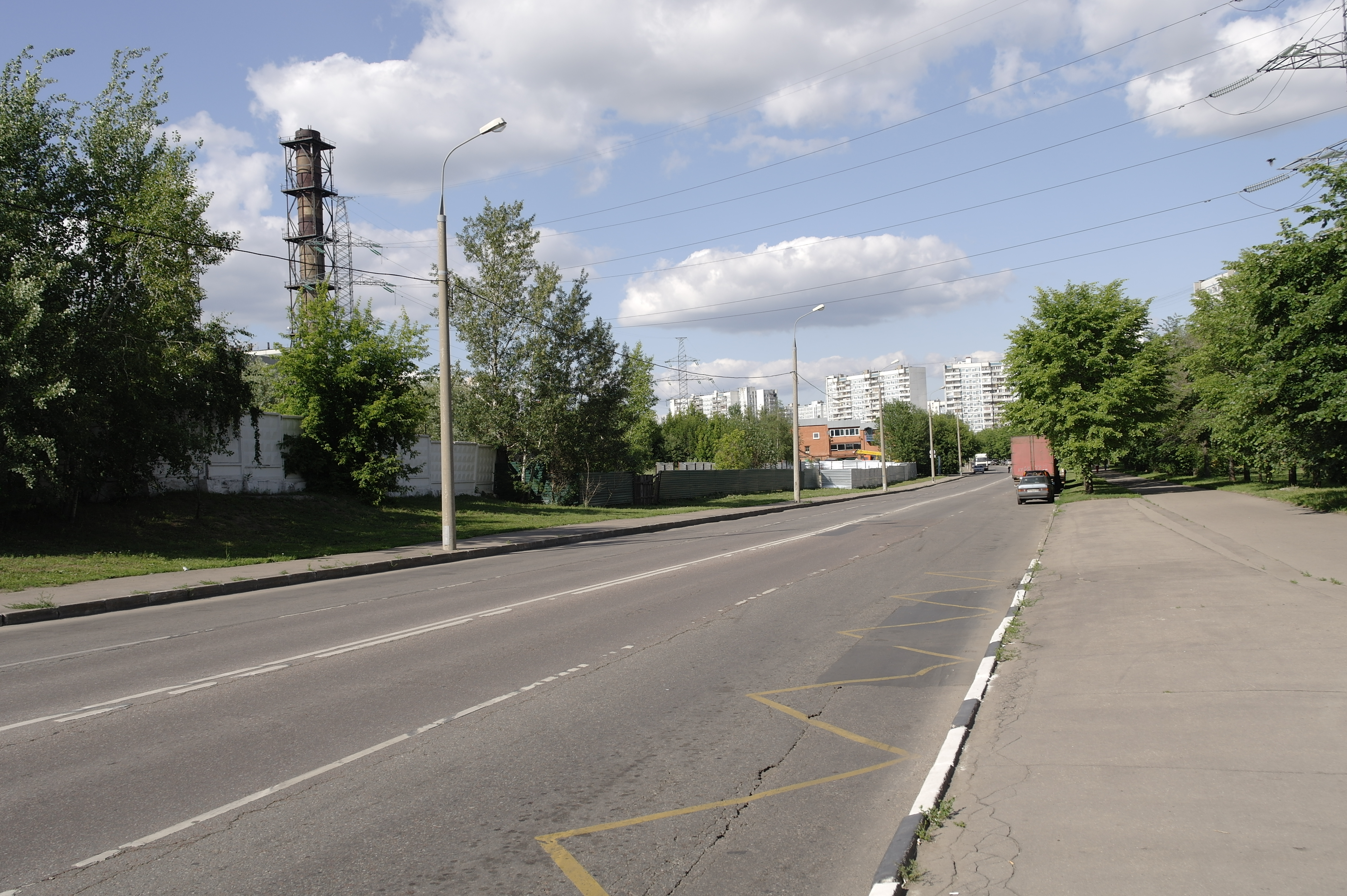
Ижорский проезд

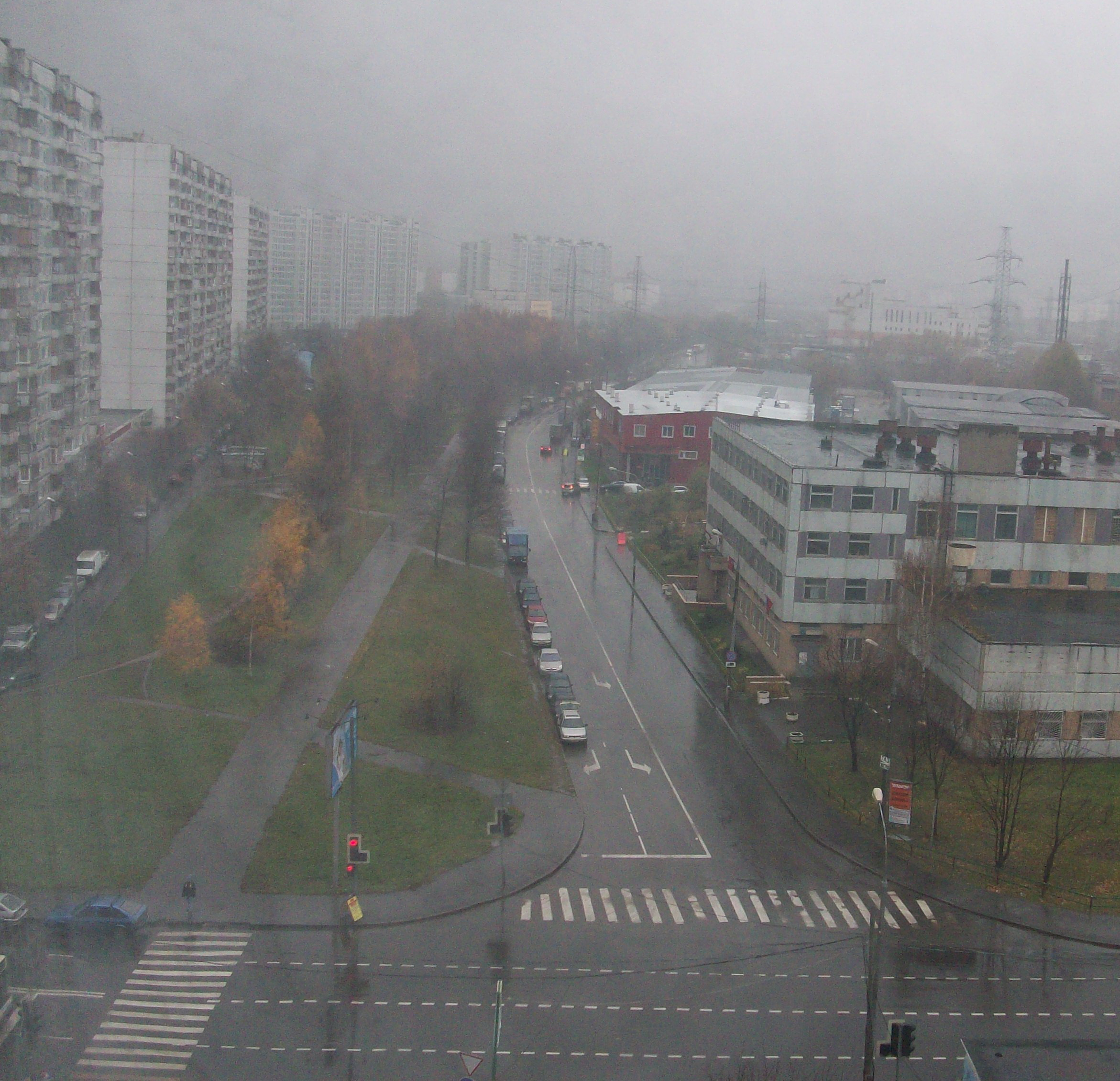
Ижорский проезд в 2010 году

Расположен между Коровинским шоссе и Лобненской улицей.

## Происхождение названия
Назван в 1990 году по близости к Ижорской улице.

## Транспорт
По Ижорскому проезду курсируют автобусы:
- № 149 — Коровино —  Верхние Лихоборы
- № 672 — Коровино —  Селигерская

Начало улицы:
- Пересечение с Коровинским шоссе.

Конец улицы:
- Пересечение с Лобненской улицей.